# Список вице-президентов Индии

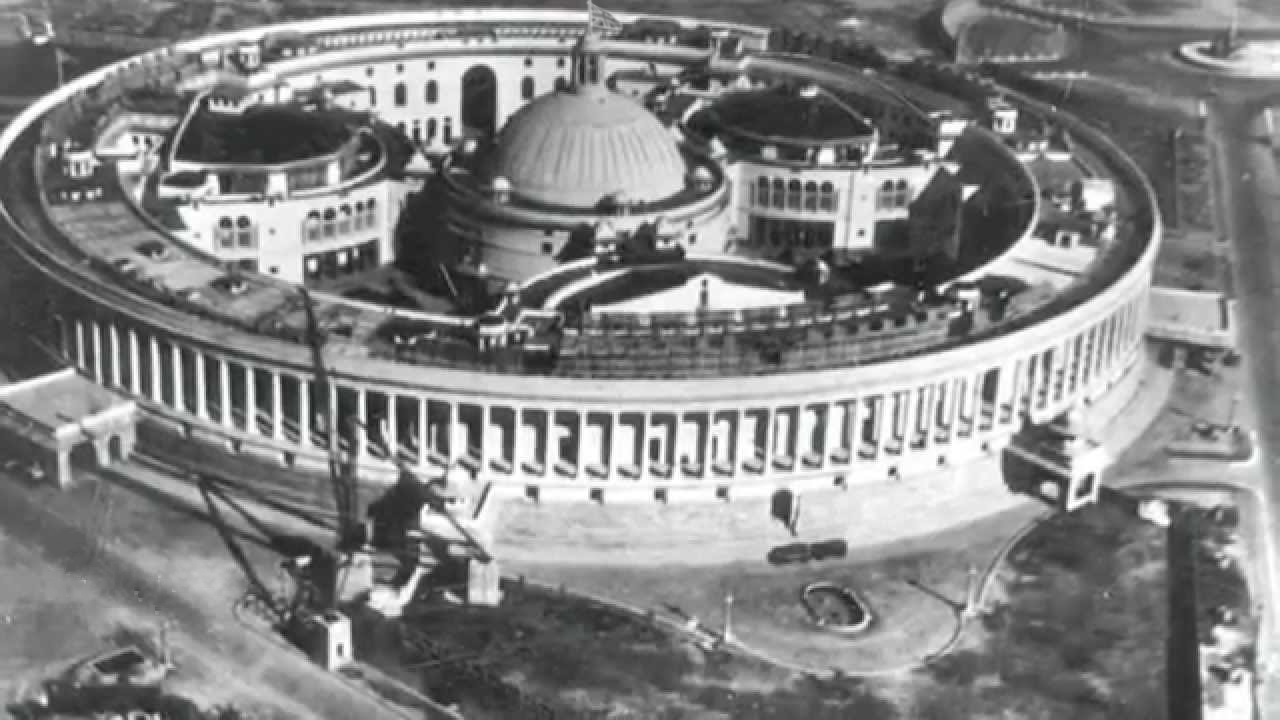
Сансад Бхаван в Нью-Дели, место работы парламента, верхнюю палату которого возглавляет вице-президент

Список вице-президентов Индии включает в себя лиц, занимавших этот пост после вступления в силу 26 января 1950 года конституции Республики Индия и проведения 12 мая 1952 года первых выборов вице-президента.
Вице-президент Индии, или Бхарат ке Урапаштрапати (хинди भारत के उपराष्ट्रपति) — второй по значимости государственный пост в Индии; замещающее его лицо ex officio является председателем верхней палаты парламента страны (Раджья сабха) и принимает полномочия президента Индии в случае его смерти или невозможности их осуществлять. Кандидаты на пост должны соответствовать квалификационным требованиям, установленным для избрания в Раджья сабха. Вице-президент избирается коллегией выборщиков, состоящей из членов обеих палат федерального парламента (Лок сабха и Раджья сабха), в соответствии с системой пропорционального представительства посредством единого передаваемого голоса, тайным голосованием.

## Список вице-президентов
Применённая в первых столбцах таблицы нумерация является условной. Также условным является использование в первых столбцах цветовой заливки, служащей для упрощения восприятия принадлежности лиц к различным политическим силам без необходимости обращения к столбцу, отражающему партийную принадлежность. В столбце «Выборы» отражены состоявшиеся выборные процедуры. Наряду с партийной принадлежностью, в столбце «Партия» также отражён внепартийный (независимый) статус персоналий.
Имена персон в списке последовательно приведены на языках согласно их национального происхождения, являющихся в стране государственными. В списке не отражены специальным образом краткие периоды, когда пост вице-президента оставался вакантным между истечением или прекращением срока полномочий предшественника и избранием на пост нового лица.
|        | Портрет                                          | Имя (годы жизни)                                            | Полномочия      | Полномочия      | Выборы                                            | Партия                          | Президент                                                       | Пр.                                |
| Начало | Портрет                                          | Имя (годы жизни)                                            | Окончание       |                 | Выборы                                            | Партия                          | Президент                                                       | Пр.                                |
| ------ | ------------------------------------------------ | ----------------------------------------------------------- | --------------- | --------------- | ------------------------------------------------- | ------------------------------- | --------------------------------------------------------------- | ---------------------------------- |
| 1      |                                                  | Сарвепалли Радхакришнан (1888—1975) хинди सर्वपल्ली राधाकृष्णन     | 13 мая 1952     | 12 мая 1962     | 1952                                              | независимый                     | Раджендра Прасад 26 января 1950 — 13 мая 1962                   | [ 6 ] [ 7 ] [ 8 ] [ 9 ]            |
| 1      | 1957                                             | Сарвепалли Радхакришнан (1888—1975) хинди सर्वपल्ली राधाकृष्णन     | 13 мая 1952     | 12 мая 1962     |                                                   | независимый                     | Раджендра Прасад 26 января 1950 — 13 мая 1962                   | [ 6 ] [ 7 ] [ 8 ] [ 9 ]            |
| 2      |                                                  | Закир Хусейн (1897—1969) урду ذاکِر حسین‎                     | 13 мая 1962     | 13 мая 1967     | 1962                                              | независимый                     | Сарвепалли Радхакришнан 13 мая 1962 — 13 мая 1967               | [ 10 ] [ 11 ] [ 12 ] [ 13 ]        |
| 3      |                                                  | Варахагири Венката Гири (1894—1980) телугу వరాహగిరి వేంకట గిరి     | 13 мая 1967     | 3 мая 1969      | 1967                                              | Индийский национальный конгресс | Закир Хусейн 13 мая 1967 — 3 мая 1969                           | [ 14 ] [ 15 ] [ 16 ] [ 17 ]        |
| 4      |                                                  | Гопал Сваруп Патхак (1896—1982) хинди गोपाल स्वरुप पाठक          | 24 августа 1969 | 24 августа 1974 | 1969                                              | независимый                     | Варахагири Венката Гири 24 августа 1969 — 24 августа 1974       | [ 18 ] [ 19 ] [ 20 ] [ 21 ]        |
| 5      |                                                  | Басаппа Данаппа Джатти (1912—2002) хинди बसप्पा दनाप्पा जत्ती      | 31 августа 1974 | 30 августа 1979 | 1974                                              | Индийский национальный конгресс | Фахруддин Али Ахмед 24 августа 1974 — 11 февраля 1977           | [ 22 ] [ 23 ] [ 24 ] [ 25 ]        |
| 5      | Нилам Санджива Редди 25 июля 1977 — 25 июля 1982 | Басаппа Данаппа Джатти (1912—2002) хинди बसप्पा दनाप्पा जत्ती      | 31 августа 1974 | 30 августа 1979 | 1974                                              | Индийский национальный конгресс |                                                                 | [ 22 ] [ 23 ] [ 24 ] [ 25 ]        |
| 6      |                                                  | Мухаммад Хидаятулла (1905—1992) урду محمّد هدایة اللہ‎        | 31 августа 1979 | 30 августа 1984 | 1979                                              | независимый                     | [ 26 ] [ 27 ] [ 28 ] [ 29 ]                                     |                                    |
| 6      | Гиани Заил Сингх 25 июля 1982 — 25 июля 1987     | Мухаммад Хидаятулла (1905—1992) урду محمّد هدایة اللہ‎        | 31 августа 1979 | 30 августа 1984 | 1979                                              | независимый                     | [ 26 ] [ 27 ] [ 28 ] [ 29 ]                                     |                                    |
| 7      |                                                  | Рамасвами Венкатараман (1910—2009) там. ராமசுவாமி வெங்கட்ராமன்       | 31 августа 1984 | 24 июля 1987    | 1984                                              | Индийский национальный конгресс | [ 30 ] [ 31 ] [ 32 ] [ 33 ]                                     |                                    |
| 8      |                                                  | Шанкар Даял Шарма (1918—1999) хинди शंकर दयाल शर्मा             | 3 сентября 1987 | 24 июля 1992    | 1987                                              | Индийский национальный конгресс | Рамасвами Венкатараман 25 июля 1987 — 25 июля 1992              | [ 34 ] [ 35 ] [ 36 ] [ 37 ]        |
| 9      |                                                  | Кочерил Раман Нараянан (1920—2005) малаял. കോച്ചേരില്‍ രാമന്‍ നാരായണന    | 21 августа 1992 | 24 июля 1997    | 1992                                              | Индийский национальный конгресс | Шанкар Даял Шарма 25 июля 1992 — 25 июля 1997                   | [ 38 ] [ 39 ] [ 40 ] [ 41 ] [ 42 ] |
| 10     |                                                  | Кришан Кант (1927—2002) в.-пандж. ਕ੍ਰਿਸ਼ਨ ਕਾਂਤ                   | 21 августа 1997 | 27 июля 2002    | 1997                                              | Джаната дал                     | Кочерил Раман Нараянан 25 июля 1997 — 25 июля 2002              | [ 43 ] [ 44 ] [ 45 ] [ 46 ]        |
| 11     |                                                  | Бхайрон Сингх Шекхават (1923—2010) хинди भैरो सिंह शेखावत         | 19 августа 2002 | 21 июля 2007    | 2002                                              | Бхаратия джаната парти          | Авур Пакир Джайнулабдин Абдул Калам 25 июля 2002 — 25 июля 2007 | [ 47 ] [ 48 ] [ 49 ] [ 50 ]        |
| 12     |                                                  | Мохаммад Хамид Ансари (род. 1937) бенг. মহম্মদ হামিদ আনসারি      | 11 августа 2007 | 11 августа 2017 | 2007                                              | независимый                     | Пратибха Девисингх Патил 25 июля 2007 — 25 июля 2012            | [ 51 ] [ 52 ] [ 53 ] [ 54 ]        |
| 12     | 2012                                             | Мохаммад Хамид Ансари (род. 1937) бенг. মহম্মদ হামিদ আনসারি      | 11 августа 2007 | 11 августа 2017 | Пранаб Кумар Мукерджи 25 июля 2012 — 25 июля 2017 | независимый                     |                                                                 | [ 51 ] [ 52 ] [ 53 ] [ 54 ]        |
| 13     |                                                  | Муппаварапу Венкая Найду (род. 1949) телугу ముప్పవరపు వెంకయ్య నాయుడు | 11 августа 2017 | 11 августа 2022 | 2017                                              | Бхаратия джаната парти          | Рам Натх Ковинд 25 июля 2017 — 25 июля 2022                     | [ 55 ] [ 56 ] [ 57 ] [ 58 ]        |
| 13     | Драупади Мурму с 25 июля 2022                    | Муппаварапу Венкая Найду (род. 1949) телугу ముప్పవరపు వెంకయ్య నాయుడు | 11 августа 2017 | 11 августа 2022 | 2017                                              | Бхаратия джаната парти          |                                                                 | [ 55 ] [ 56 ] [ 57 ] [ 58 ]        |
| 14     |                                                  | Джагдип Дханкхар (род. 1951) хинди जगदीप धनखड़                | 11 августа 2022 | 21 июля 2025    | 2022                                              | Бхаратия джаната парти          | Драупади Мурму с 25 июля 2022                                   | [ 59 ] [ 60 ]                      |